# Ingmar Stadelmann

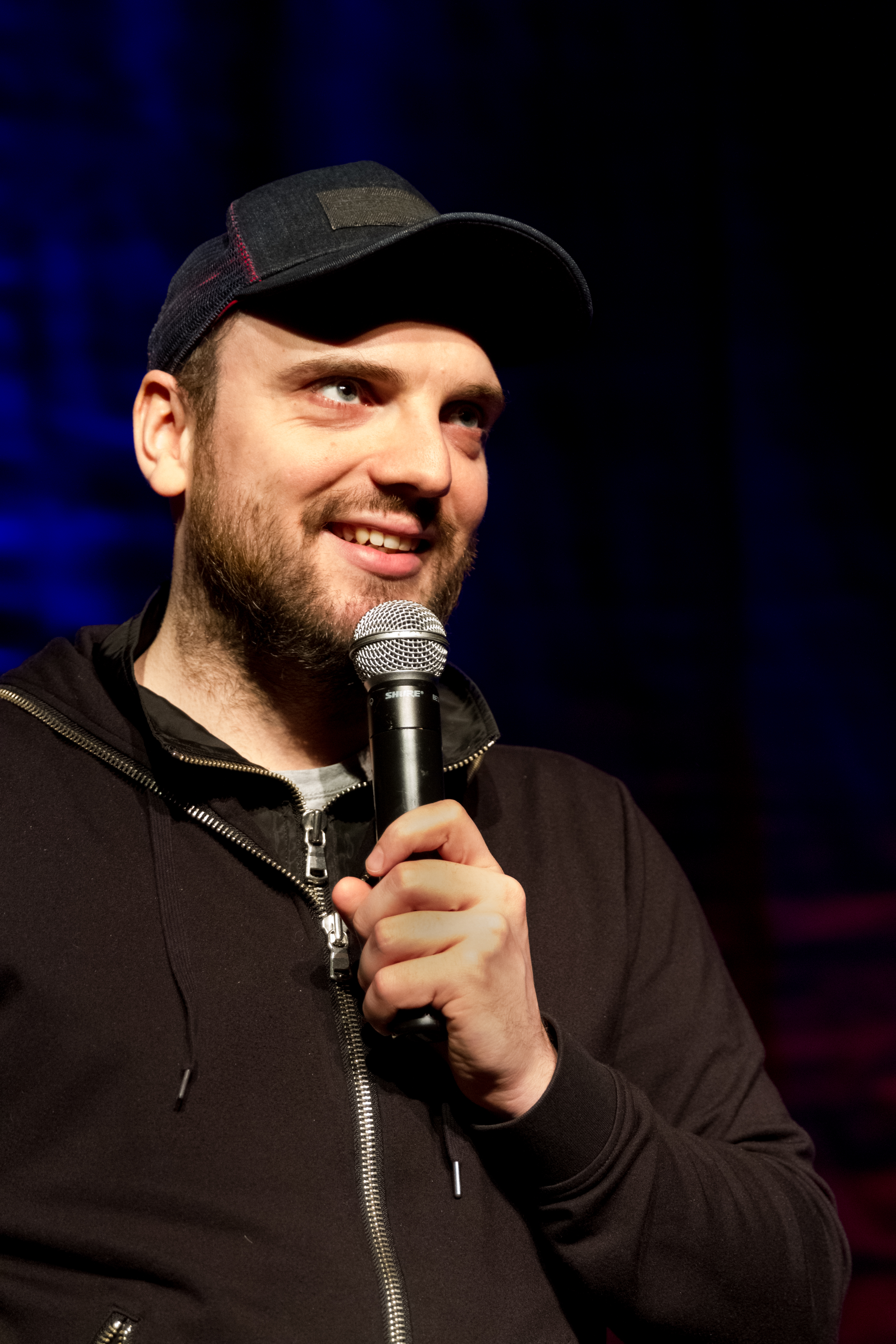
Ingmar Stadelmann (2015)

Ingmar Horst Heinz Stadelmann (* 4. September 1980 in Salzwedel) ist ein deutscher Stand-up-Comedian, Sprecher, Fernsehmoderator und Radiomoderator.

## Karriere
Ingmar Stadelmann moderierte auf You FM Stadelmann am Nachmittag (im Wechsel mit Sassenroth am Nachmittag von Johannes Sassenroth). Seit dem 26. Mai 2014 ist er beim Radiosender 1 Live zu hören. Hier moderierte er zunächst im Wechsel mit Sabine Heinrich und Thorsten Schorn den Vormittag, danach lief zweimal monatlich mittwochs die mit Luke Mockridge zusammen produzierte Sendung 2Live in 1Live, deren letzte Folge im Dezember 2018 ausgestrahlt wurde. Dienstags war er von 22:00 bis 00:00 Uhr als Moderator der bundesweiten Talkshow Lateline zu hören, die Mitte 2019 eingestellt wurde. Dort trug er den Spitznamen „Kindliche Kaiserin“, einer Figur aus Michael Endes Roman Die unendliche Geschichte.
In den letzten Jahren war er auch auf anderen Radiosendern der ARD, wie RBB Fritz, zu hören. Davor moderierte er die Energy Berlin Toastshow zusammen mit Boussa Thiam und die Nachmittagssendung bei Kiss FM. Mit seiner ersten Stand up-Comedy-Bühnen-Show Was ist denn los mit den Menschen? hat er zahlreiche Preise gewonnen (Hamburger Comedy Pokal, Mannheimer Comedy Cup, Deutscher Comedypreis, RTL Comedy Grand Prix).
Ab Herbst 2015 war er mit seinem wesentlich politischeren Programm #humorphob deutschlandweit auf Tour. Dafür gewann er unter anderem den Silbernen Stuttgarter Besen 2016 sowie den Jury- und den Publikumspreis des großen Kleinkunstfestivals der Wühlmäuse 2015. Im Frühjahr 2018 testete er in Previewshows sein drittes Bühnenprogramm Fressefreiheit, das im November uraufgeführt wurde und bis April 2019 offiziell gespielt werden sollte. Aufgrund der Nachfrage wurde das Programm bis Dezember 2019 verlängert.
Im Juni 2019 startete Stadelmann mit seiner Kollegin Idil Baydar unter dem Namen IIS – Die Idil und Ingmar Show im Internet einen kleinen Podcast, der sich u. a. mit Politik, Kultur, Panorama und Alltäglichem beschäftigt. Die erste Staffel umfasste 6 Folgen. Im September 2019 startete eine zweite Staffel, die zwölf Episoden beinhaltete. Von Januar bis Juni 2020 lief die dritte Staffel (20 Folgen), von September bis Dezember folgte die vierte Staffel (16 Folgen). 2021 wurde die fünfte Staffel und sechste Staffel ausgestrahlt. Von Januar bis Juni 2022 lief die siebte Staffel (21 Folgen), von September bis Dezember 2022 wurde die achte Staffel mit 25 Folgen gesendet. Am 14. März 2023 startete die neunte Staffel, die die herkömmlichen Aufnahmen im Studio durch spontane Mobilität ersetzt. Am 26. Juni 2023 wurde das Format zusätzlich von PlutoTV als Videoformat produziert. Am 6. Oktober 2023 wurde der Podcast mit einem 6 Minuten langen Statement seitens Stadelmann für beendet erklärt.
Ab dem 24. Oktober 2019 übernahm Stadelmann die Moderation der Abendshow, die jeden Donnerstag um 20:15 Uhr im RBB ausgestrahlt wurde. Er löste damit das bisherige Moderationsduo Britta Steffenhagen und Marco Seiffert ab. Am 24. September 2021 wurde die Sendung eingestellt. Im Blue Moon vom 22. August 2022 war die RBB-Affäre um Intendantin Schlesinger Thema. Medienexperte Jörg Wagner erklärte im Beisein von Moderator Ingmar Stadelmann u. a. auch das Ende der Abendshow.
Am 15. März 2020 wollte Stadelmann sein viertes Programm Verschissmus in der Dresdner Schauburg uraufführen. Dieses wurde wegen der Corona-Krise verschoben.
Vom 2. April bis 4. Juni 2020 lief seine erste eigene Internetsendung Stubenhocker.TV einmal wöchentlich bei Facebook. Co-Moderator war, wie bei der Abendshow, Carsten van Ryssen.
Am 31. Juli 2021 fand sein erstes Solo-Spezial während der Corona-Pandemie in der Zitadelle Spandau statt.
Am 23. September 2023 feierte das neue Programm Kommt ihr klar? im Blauen Salon in Leipzig Premiere.
Am 31. Oktober 2023 wurde in Anlehnung an den früheren Podcast 2Live in 1Live mit Luke Mockridge das Format 2Life neu ins Leben gerufen.

## Privat
Der Politiker Jürgen Stadelmann ist sein Vater. Die Schauspielerin und Autorin Juliane Stadelmann (Rübermachen: Ein Roman aus der Vogelperspektive) ist seine Schwester.

## Bühne/Programme
- 1997–2003: Chaos-Theater (mit Tobias Schulz)
- 2007: Erster Auftritt in der Quatsch-Comedy-Club-Talentschmiede
- 2012–2015: Erstes Soloprogramm Was ist denn los mit den Menschen? (Premiere 25. Januar 2013 Quatsch Comedy Club Berlin)
- 2015–2017: Zweites Programm #humorphob (offizielle Premiere 3. Februar 2016 im Quatsch Comedy Club)
- 2018–2021: Drittes Programm Fressefreiheit (offizielle Premiere 2. November 2018 im Gloria-Theater Köln)
- Der für März 2020 geplante Start des vierten Programms Verschissmus musste pandemiebedingt verschoben werden; es wird seit Sommer 2021 aufgeführt und wird ab September 2022 abwechselnd mit der Jubiläumstour gespielt.
- Am 23. November 2021 präsentierte er zusammen mit Idil Baydar in Berlin eine Livevariante ihres gemeinsamen Podcast IIS.
- Mit dem Special Außer mir macht’s ja keiner – Die Jubiläumsshow besuchte der Comedian am 28. April 2022 seine Heimatstadt Salzwedel. Am 1. Mai folgte in seiner Wahlheimat Berlin seine zweite Special-Show. Ab September 2022 wird die Jubiläumstour bis zum 21. Mai 2023 regulär fortgesetzt.
- Ab September 2023 wird das sechste Programm Kommt ihr klar? folgen.

## Radio
- Arbeit bei RadioTop40[6]
- 2002 – 2008: Volontariat, erste eigene Radioshow Ingmäään@Kiss bei 98.8 Kiss FM
- 2008 – 2012: Toastshow bei 103.4 Energy Berlin (zusammen mit Boussa Thiam)
- 2013 – 2019: Lateline
- 2013 – 2025: Blue Moon bei Radio Fritz
- seit 2014: Moderator bei 1 Live

## Podcast
- 2017–2018, 2021: 2Live in 1Live, WDR (mit Luke Mockridge)
- 2018: Talk-O-Mat (Gast, 1 Folge)
- 2019–2023: IIS – Die Idil & Ingmar Show (mit Idil Baydar)
- 2020: Inside Comedy (Gast, 1 Folge)
- 2021: 1Live Der Raum (Gast, 1 Folge)
- 2021: AMG - Das Ziel ist im Weg (Gast, Folge 109)
- 2022: AMG – Das Ziel ist im Weg (Moderator, Folge 162 bis 166)
- seit 2023: Richard, wo erreiche ich Dich?
- 2023–2024: 2Life (mit Luke Mockridge)
- seit 2025: Für Mutti
- 2025: Lanz & Precht (Folge 204)

## Internet
- 2020: Stubenhocker.TV, 9 Folgen

## Fernsehen
- 2013–2016: TV Total (Gast, 6 Folgen)
- 2014: Comedy mit Karsten (MDR)
- 2014–2015: TV Lateline, Moderator EinsPlus (13 Folgen)
- 2015: Fat Chicken Club, Moderator, Tele 5 (6 Folgen)
- 2016: Mission Wahnsinn – Für Geld zum Held, Moderator ProSieben (4 Folgen)
- 2016–2017: Nuhr im Ersten, ARD, Gast
- 2016: Deutschland tanzt, Moderator, ProSieben (3 Folgen)
- 2017: CC:N, Moderator, Comedy Central (1. Staffel 22 Folgen)
- 2018: CC:N, Moderator, Comedy Central (2. Staffel 25 Folgen ab 16. April 2018)
- 2017–2018: Genial daneben Sat.1, Gast (2 Folgen)
- 2018: Genial daneben – Das Quiz, Sat.1, Gast (4 Folgen)
- 2019: Bauerfeind – Die Show zur Frau, MDR/One, Gast (1 Folge)
- 2019: CC:N, Moderator, Comedy Central (3. Staffel 25 Folgen ab 18. März 2019)
- 2019: Das große Kleinkunstfestival, RBB, Gast
- 2019–2021: Abendshow, RBB, Moderation (mit Carsten van Ryssen)
- 2022: 30 Jahre Quatsch Comedy Club – Bye Bye Thomas, Pro 7
- 2022: ZDF Comedy Sommer, Folge 4[7]
- 2024: Quatsch Comedy Show, Pro 7
- 2024: Chris Du das hin?, Pro 7

## Dokumentation
- 2021: Ingmar Stadelmann: Außer mir macht´s ja keiner, ONE

## DVD
- 2015: Was ist denn los mit den Menschen?, Sony Music

## Auszeichnungen
- 2011: Deutscher Radiopreis; Kategorie „Beste Morningshow“, Nominierung
- 2013: 1. Platz beim „Stuttgarter Comedy Clash“
- 2013: 1. Platz beim „Mannheimer Comedy Contest“
- 2013: 2. Platz beim „NDR Comedy Contest“
- 2013: 2. Platz beim Hamburger Comedy Pokal
- 2014: Sieger des RTL Comedy Grand Prix[8]
- 2014: Gewinner, Kategorie: „Bester Newcomer“, Deutschen Comedypreis[9]
- 2015: Gewinner des Jury- und Publikumspreises beim 15. großen Kleinkunstfestival. Dabei präsentierte er Ausschnitte seiner Show #humorphob.
- 2016: Gewinner des Silbernen Stuttgarter Besen[10]